# Lugassa
Der Lugassa (Ribeira Lugassa, Sungai Lugassa, Lughasa) ist ein Fluss in der Gemeinde Viqueque (Osttimor).

## Verlauf
Der Lugassa entspringt im äußersten Osten des Sucos Caraubalo (Verwaltungsamt Viqueque). Er fließt dann nach Südosten und bildet dann die Grenze zwischen den Sucos Uma Uain Leten (Verwaltungsamt Viqueque) und Macadique de Cima (Verwaltungsamt Uato-Lari), bis er in die Timorsee mündet. Nahe der Mündung gibt es einen kleinen Zufluss von Osten her und von Südwesten mündet der Bul in den Lugassa. Der Bul entspringt im Suco Uma Uain Leten und fließt parallel zum Lugassa nach Südosten. Erst kurz vor dem Meer zieht der Bul einen Bogen nach Norden und ergießt sich in den Lugassa.